# Коломбе ле Дез Еглиз
Коломбе-ле-Дез-Еглиз (фр. Colombey-les-Deux-Eglises) је насељено место у Француској у региону Шампањ-Арден, у департману Горња Марна најпознатији пре свега као место пребивалишта и сахране генерала Шарл де Голa.
По подацима из 2011. године у општини је живело 668 становника, а густина насељености је износила 9,07 становника/km².

## Демографија
| 1962. | 1968. | 1975. | 1982. | 1990. | 2011. |
| ----- | ----- | ----- | ----- | ----- | ----- |
| 804   | 759   | 713   | 688   | 660   | 668   |